# Mulato Viejo
Mulato Viejo är en ort i Mexiko.   Den ligger i kommunen Loma Bonita och delstaten Oaxaca, i den sydöstra delen av landet, 400 km öster om huvudstaden Mexico City. Mulato Viejo ligger 66 meter över havet och antalet invånare är 210.
Terrängen runt Mulato Viejo är platt. Runt Mulato Viejo är det ganska glesbefolkat, med 28 invånare per kvadratkilometer. Närmaste större samhälle är Loma Bonita, 16,5 km norr om Mulato Viejo. Omgivningarna runt Mulato Viejo är en mosaik av jordbruksmark och naturlig växtlighet.